# Kisara Sumiyoshi
Kisara Sumiyoshi (8 maart 2000) is een Japanse freestyleskiester.

## Carrière
Bij haar wereldbekerdebuut, in februari 2016 in Tazawako, scoorde Sumiyoshi direct wereldbekerpunten. In januari 2019 behaalde de Japanse in Lake Placid haar eerste toptienklassering in een wereldbekerwedstrijd. Op de wereldkampioenschappen freestyleskiën 2019 in Deer Valley eindigde ze als elfde op het onderdeel dual moguls en als 21e op het onderdeel moguls.

## Resultaten

### Wereldkampioenschappen
| Jaar | Plaats    | Resultaten                 |
| ---- | --------- | -------------------------- |
| 2019 | Park City | 11e Dual Moguls 21e Moguls |

### Wereldbeker
Eindklasseringen
| Seizoen   | Algm | MO  |
| --------- | ---- | --- |
| 2015/2016 | 149e | 30e |
| 2016/2017 | 166e | 33e |
| 2017/2018 | 115e | 22e |
| 2018/2019 | 64e  | 13e |
| 2019/2020 | 32e  | 8e  |